# XIII век. Слава или смерть
XIII век. Слава или смерть — стратегическая компьютерная игра в реальном времени, разработанная студией Unicorn Games Studio. Вышла 12 октября 2007 года. Действие игры охватывает весь XIII век. У игры есть дополнение: XIII Век: Русич.

## Фракции
В игре можно сыграть за 21 фракцию:
- Богемия
- Священная Римская империя
- Тевтонский орден
- Вельфы
- Нассау
- Брабант
- Дания
- Монфор
- Англия
- Шотландия
- Уэльс
- Франция
- Лилларды
- Венгрия
- Польша
- Западная Русь
- Центральная Русь
- Северная Русь
- Испанские королевства
- Мавры
- Монголы

## Особенности
- 30 сражений в 5 кампаниях за Англию, Францию, Монголию, Тевтонский орден и Русь. В кампаниях представлены великие битвы, изменившие историю целых стран: битва при Бувине (27.07.1214), сражение при Фолкерке (22.07.1298), битва при Лас-Навас-де-Толоса (16.07.1212), Ледовое побоище (05.04.1242). А также ряд сражений, никогда ранее не освещавшихся в играх[источник не указан 82 дня]: битва при Гёльхайме[англ.] (02.07.1298), битва при Тайбуре[англ.] (22.07.1242) и другие.
- Десятки видов юнитов: тяжелые рыцари, конные и пешие сержанты, лучники, арбалётчики, копейщики и т. д. Оружие, доспехи и экипировка воинов, созданные по образцам XIII века. Достоверная геральдика европейской знати. Более 100 исторических личностей: Филипп II Август, Фридрих II Гогенштауфен, Эдуард I, Александр Невский, Даниил Галицкий и многие другие.
- Метод исторической реконструкции, позволяющий воссоздать условия знаменитых битв, не ограничивая свободы игрока. Около 80 параметров боевой системы, воссоздающих особенности и технику средневекового боя на уровне каждого воина. Реалистичная анимация. Влияние на ход сражения местности и погоды. Точное отражение национальных особенностей разных армий и типов юнитов. Широкий выбор тактических приемов и построений, применявшихся в битвах XIII века.
- Музыка, погружающая в атмосферу Средневековья и отображающая меняющийся темп боя. Озвучивание, воссоздающее звуки реального боя и живого окружающего мира.
- Современная шейдерная графика.
- Доступен инструментарий, позволяющий самостоятельно воссоздать реальную картину исторических сражений в любом регионе Европы с его рельефом, климатом, в различных сезонах, с динамической сменой погоды и времени суток.
- Многопользовательская игра по локальной сети и через Интернет.

## «XIII Век: Русич»
«ХІІІ Век: Русич» — первое самостоятельное (не требующее оригинальной игры) дополнение к стратегической игре XIII век. Слава или смерть, которая была разработана Unicorn Games Studio в октябре 2007 года.
Главным героем сюжетной кампании игры является Довмонт, литовский удельный князь, который вынужден был покинуть родину из-за вражды с великим князем литовским Миндовгом, попав в Псков. Там он стал князем, а после смерти был причислен к лику святых и стал одним из небесных покровителей Пскова. Игроку предлагается пройти все его значимые битвы, и повторить его подвиги на полях брани. Войска во время боев набирают опыт и переходят из битвы в битву, игрок командует как своими, так и союзными подразделениями.

## Награды
- 2 золотые медали: за геймплей и управление (Outstanding Gameplay & Sharp Control) от крупнейшего американского интернет-издания GameSpot
- По результатам опроса игроков, проведенным интернет-изданием AG..RU, первая часть игры вошла в десять лучших игр 2007 года.
- Награда «Лучший отечественный дебют» на Gameplay awards